# Юрий Соломонов
Юрий Семьонович Соломонов (на руски: Ю́рий Семёнович Соломо́нов) е руски учен и конструктор на ракетна техника за военни цели. Генерален конструктор и директор на Московския институт по топлотехника през периода 1997 – 2009 г. Академик на Руската академия на науките (от 2006 г.), доктор на техническите науки, професор. Лауреат на Държавна премия на СССР.
Член на Висшия Съвет на партията „Единна Русия“.

## Биография
Юрий Соломонов завършва Московския авиационен институт през 1969 г. През 1969 – 1971 г. е на военна служба в Стратегическите ракетните войски на СССР с чин лейтенант. От 1971 г. работи в Московския институт по топлотехника на различни длъжности – от инженер до генерален конструктор и директор на института (1997 – 2009). Участва в разработването на ракетните системи РТ-21М, РТ-2ПМ, РТ-2 Топол М. Ръководител на разработката на ракетната система с мобилно – морско (на подводни лодки) базиране – Р-30 Булава.
След провала на единадесетия пробен пуск на ракета „Булава“ от ядрената подводница Дмитрий Донски на 15 юли 2009 г. подава оставка като генерален конструктор и директор на Московския институт по топлотохника.